# Гуль (фольклор)

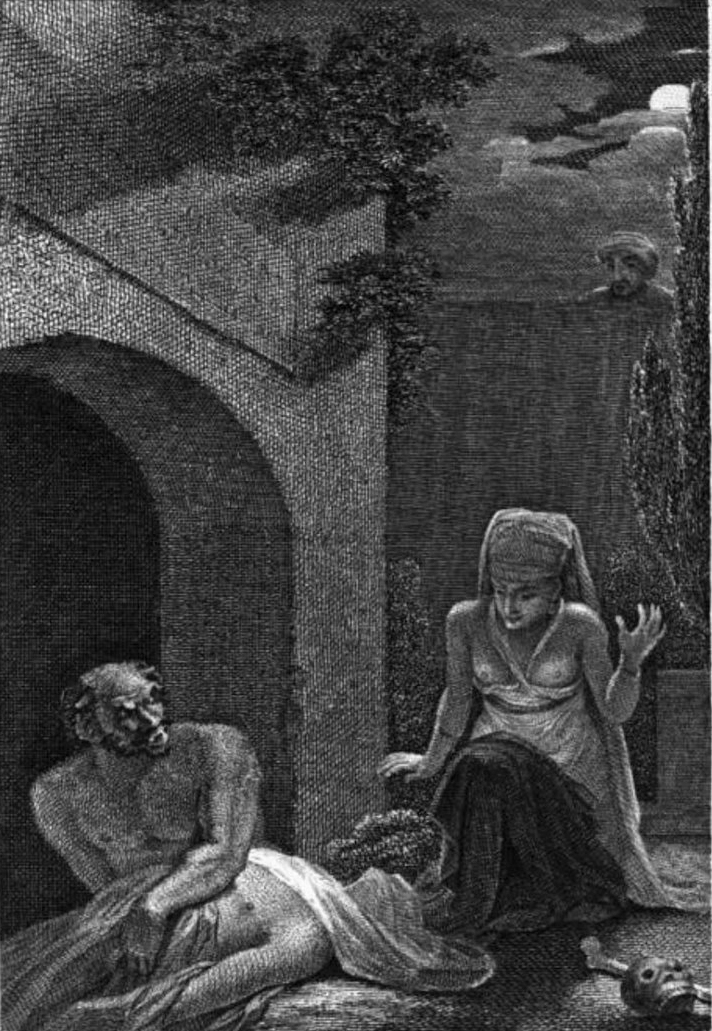
«Амин, открытый с помощью Гуля», из истории Сиди Нумана, «Тысяча и одна ночь»

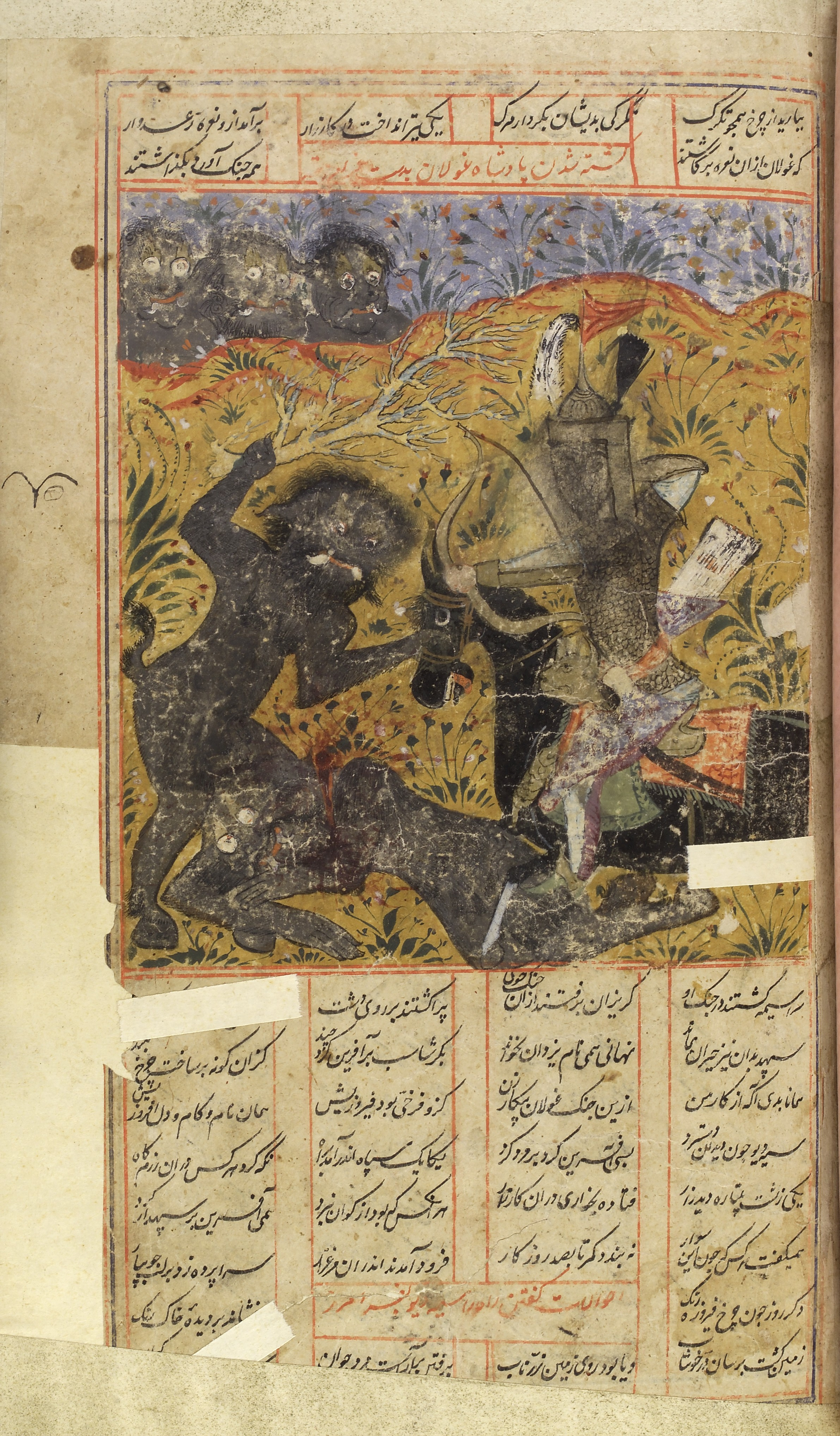
Сбор гулей для боя в персидской поэме

Гуль, гул (араб. غُول‎ [ɣuːl]; англ. ghoul) — мифическое существо и фольклорный персонаж, оборотень в арабской, персидской и тюркской мифологиях. Обычно изображается как существо с отвратительной внешностью и ослиными копытами, которые не исчезают при любых превращениях.

## Фольклор
В доисламском фольклоре гули — оборотни, живущие в пустыне вдоль дорог и охотящиеся на путников, которых убивают, а затем пожирают. Также крадут детей, пьют кровь, воруют монеты, грабят могилы и поедают трупы. Постоянно меняют форму, превращаются в животных, в особенности в гиен, и в молодых привлекательных женщин.
Согласно сказкам «1000 и 1 ночи» и арабской мифологии, отражённой в них, гули представляют опасность для живых: они оборачиваются людьми (чаще молодыми женщинами), заманивают путника к себе в логово, расположенное в развалинах, и пожирают его. Спастись от гулей можно силой оружия, ударив лишь единожды (второй удар оживляет оборотня), а увидеть их в истинном виде — воззвав к Аллаху.
Согласно сказаниям и легендам Средней Азии, гуль не безобиден, живёт в болотах и колодцах, на полях сражений. На последних появляется вместе с воронами. Живых людей боится, избегает. Обладает ужасной внешностью, синеватой мертвецкой склизкой кожей.
С XVIII века известны на Западе, в особенности в англоязычной литературе, где в основном описываются как трупоеды и расхитители могил, живущие на кладбищах и близ могильных курганов.
Упоминается во многих произведениях, не только английских и восточных, но и европейских. У европейцев гуль изображается как труп, полностью потерявший человеческий облик и живущий в пустых могильниках. В описании некоторых бестиариев упоминается о более сильных тварях — альгулях: они отличаются силой, нападая на обозы и отбившиеся отряды.

## Популярная культура
В современном фэнтези гуль рассматривается как один из видов нежити. Гули из фильмов и игр часто переводятся на русский как «упыри». В частности, они играют большую роль в японском аниме «Токийский гуль», где главному герою Кэну Канэки пересаживают органы гуля, а также в серии игр Fallout, где гулями называют людей-мутантов, сильно пострадавших от радиации, но выживших и приобретших неограниченный срок жизни и возможность лечиться от радиации.